# Sympetrum xiaoi
Sympetrum xiaoi là loài chuồn chuồn trong họ Libellulidae. Loài này được Han & Zhu miêu tả khoa học đầu tiên năm 1997.